# Titanebo magnificus
Titanebo magnificus es una especie de araña cangrejo del género Titanebo, familia Philodromidae. Fue descrita científicamente por Chamberlin & Ivie en 1942.

## Distribución
Esta especie se encuentra en los Estados Unidos.